# Чемпіонат Німеччини з футболу 1999—2000: Бундесліга
Сезон Бундесліги 1999–2000 був 37-им сезоном в історії Бундесліги, найвищого дивізіону футбольної першості Німеччини. Він розпочався 13 серпня 1999 і завершився 20 травня 2000 року. Діючим чемпіоном країни була мюнхенська «Баварія».

## Формат змагання
Кожна команда грала з кожним із суперників по дві гри, одній вдома і одній у гостях. Команди отримували по три турнірні очки за кожну перемогу і по одному очку за нічию. Якщо дві або більше команд мали однакову кількість очок, розподіл місць між ними відбувався за різницею голів, а за їх рівності — за кількістю забитих голів. Команда з найбільшою кількістю очок ставала чемпіоном, а три найгірші команди вибували до Другої Бундесліги.

## Зміна учасників у порівнянні з сезоном 1998–99
«Нюрнберг», «Бохум» і «Боруссія» (Менхенгладбах) за результатами попереднього сезону вибули до Другої Бундесліги, посівши останні три місця турнірної таблиці. На їх місце до вищого дивізіону підвищилися «Армінія» (Білефельд), «Унтергахінг» і «Ульм 1846».

## Огляд сезону
За п'ять турів до завершення сезону «Баєр 04» мав 61 очко, випереджаючи на один бал діючих чемпіонів, мюнхенську «Баварію». Згодом леверкузенці збільшили відрив до трьох очок, який зберігали до останнього туру. Утім, у вирішальному турі «Баєр» поступився 0:2 скромному «Унтергахінгу», що дозволило «Баварії», яка здолала «Вердер» 3:1, наздогнати лідерів і обійти їх за кращою різницею голів, захистивши таким чином свій чемпіонський титул.

## Команди-учасниці
| Клуб                            | Місто              | Стадіон                 | Вміщує |
| ------------------------------- | ------------------ | ----------------------- | ------ |
| «Герта» (Берлін)                | Berlin             | Олімпіаштадіон          | 76,000 |
| «Армінія» (Білефельд)           | Білефельд          | Білефельд Альм          | 26,600 |
| «Вердер»                        | Бремен             | Везерштадіон            | 36,000 |
| «Боруссія» (Дортмунд)           | Дортмунд           | Зігналь Ідуна Парк      | 68,600 |
| «Дуйсбург»                      | Дуйсбург           | Ведауштадіон            | 30,128 |
| «Айнтрахт» (Франкфурт-на-Майні) | Франкфурт-на-Майні | Вальдштадіон            | 62,000 |
| «Фрайбург»                      | Фрайбург           | Баденова-Штадіон        | 25,000 |
| «Гамбург»                       | Гамбург            | Фолькспаркштадіон       | 62,000 |
| «Кайзерслаутерн»                | Кайзерслаутерн     | Фріц-Вальтер-Штадіон    | 41,500 |
| «Баєр 04»                       | Леверкузен         | БайАрена                | 22,500 |
| «Мюнхен 1860»                   | Мюнхен             | Олімпіаштадіон          | 63,000 |
| «Баварія» (Мюнхен)              | Мюнхен             | Олімпіаштадіон          | 63,000 |
| «Ганза»                         | Росток             | ДКБ-Арена               | 25,850 |
| «Шальке 04»                     | Гельзенкірхен      | Паркштадіон             | 70,000 |
| «Штутгарт»                      | Штутгарт           | Готтліб-Даймлер-Штадіон | 53,700 |
| «Ульм 1846»                     | Ульм               | Донауштадіон            | 23,500 |
| «Унтергахінг»                   | Унтергахінг        | Шпортпарк Унтергахінг   | 11,300 |
| «Вольфсбург»                    | Вольфсбург         | VfL-Штадіон             | 21,600 |

## Турнірна таблиця
| Поз | Команда                         | І  | В  | Н  | П  | ГЗ | ГП | РГ  | О  | Кваліфікація або пониження                              |
| --- | ------------------------------- | -- | -- | -- | -- | -- | -- | --- | -- | ------------------------------------------------------- |
| 1   | «Баварія» (Мюнхен)              | 34 | 22 | 7  | 5  | 73 | 28 | +45 | 73 | Груповий етап Ліги чемпіонів УЄФА 2000—2001             |
| 2   | «Баєр 04»                       | 34 | 21 | 10 | 3  | 74 | 36 | +38 | 73 | Груповий етап Ліги чемпіонів УЄФА 2000—2001             |
| 3   | «Гамбург»                       | 34 | 16 | 11 | 7  | 63 | 39 | +24 | 59 | 3-й кваліфікаційний раунд Ліга чемпіонів УЄФА 2000—2001 |
| 4   | «Мюнхен 1860»                   | 34 | 14 | 11 | 9  | 55 | 48 | +7  | 53 | 3-й кваліфікаційний раунд Ліга чемпіонів УЄФА 2000—2001 |
| 5   | «Кайзерслаутерн»                | 34 | 15 | 5  | 14 | 54 | 59 | −5  | 50 | Перший раунд Кубка УЄФА 2000—2001                       |
| 6   | «Герта» (Берлін)                | 34 | 13 | 11 | 10 | 39 | 46 | −7  | 50 | Перший раунд Кубка УЄФА 2000—2001                       |
| 7   | «Вольфсбург»                    | 34 | 12 | 13 | 9  | 51 | 58 | −7  | 49 | Третій раунд Кубка Інтертото 2000                       |
| 8   | «Штутгарт»                      | 34 | 14 | 6  | 14 | 44 | 47 | −3  | 48 | Другий раунд Кубка Інтертото 2000                       |
| 9   | «Вердер»                        | 34 | 13 | 8  | 13 | 65 | 52 | +13 | 47 | Перший раунд Кубка УЄФА 2000—2001                       |
| 10  | «Унтергахінг»                   | 34 | 12 | 8  | 14 | 40 | 42 | −2  | 44 |                                                         |
| 11  | «Боруссія» (Дортмунд)           | 34 | 9  | 13 | 12 | 41 | 38 | +3  | 40 |                                                         |
| 12  | «Фрайбург»                      | 34 | 10 | 10 | 14 | 45 | 50 | −5  | 40 |                                                         |
| 13  | «Шальке 04»                     | 34 | 8  | 15 | 11 | 42 | 44 | −2  | 39 |                                                         |
| 14  | «Айнтрахт» (Франкфурт-на-Майні) | 34 | 12 | 5  | 17 | 42 | 44 | −2  | 39 |                                                         |
| 15  | «Ганза»                         | 34 | 8  | 14 | 12 | 44 | 60 | −16 | 38 |                                                         |
| 16  | «Ульм 1846»                     | 34 | 9  | 8  | 17 | 36 | 62 | −26 | 35 | Пониження у класі до Другої Бундесліги                  |
| 17  | «Армінія» (Білефельд)           | 34 | 7  | 9  | 18 | 40 | 61 | −21 | 30 | Пониження у класі до Другої Бундесліги                  |
| 18  | «Дуйсбург»                      | 34 | 4  | 10 | 20 | 37 | 71 | −34 | 22 | Пониження у класі до Другої Бундесліги                  |

1. ↑  Оскільки володарем Кубка Німеччини була «Баварія», що стала учасником Ліга чемпіонів, місце у Кубку УЄФА за квотою національного кубка отримав фіналіст цього змагання, «Вердер».
2. ↑  Результати очних зустрічей визначили підсумкові позиції «Шальке 04» і «Айнтрахт», які мали однакові показники.
3. ↑  Айнтрахт був оштрафований на два очки через проблеми з ліцензуванням.

## Результати
| Команда                         | ГЕР | АРМ | ВЕР | БРД | ДУЙ | АЙН | ФРГ | ГАМ | КАЙ | «Б04» | «М60» | БАВ | ГАН | «Ш04» | ШТТ | «УЛМ» | УНТ | ВОЛ |
| ------------------------------- | --- | --- | --- | --- | --- | --- | --- | --- | --- | ----- | ----- | --- | --- | ----- | --- | ----- | --- | --- |
| «Герта» (Берлін)                | —   | 2–0 | 1–1 | 0–3 | 2–1 | 1–0 | 0–0 | 2–1 | 0–1 | 0–0   | 1–1   | 1–1 | 5–2 | 2–1   | 1–1 | 3–0   | 2–1 | 0–0 |
| «Армінія» (Білефельд)           | 1–1 | —   | 2–2 | 0–2 | 0–1 | 1–1 | 2–1 | 3–0 | 1–2 | 1–2   | 2–2   | 0–3 | 2–2 | 1–2   | 1–2 | 4–1   | 1–0 | 0–0 |
| «Вердер»                        | 4–1 | 3–1 | —   | 3–2 | 4–0 | 3–1 | 5–2 | 2–1 | 5–0 | 1–3   | 1–3   | 0–2 | 2–1 | 0–1   | 2–1 | 2–2   | 2–2 | 2–2 |
| «Боруссія» (Дортмунд)           | 4–0 | 1–3 | 1–3 | —   | 2–2 | 1–0 | 1–1 | 0–1 | 0–1 | 1–1   | 1–1   | 0–1 | 3–0 | 1–1   | 1–1 | 1–1   | 1–3 | 2–1 |
| «Дуйсбург»                      | 0–0 | 0–3 | 0–1 | 2–2 | —   | 2–3 | 1–2 | 1–1 | 2–2 | 0–0   | 3–0   | 1–2 | 2–2 | 1–1   | 1–3 | 0–0   | 2–0 | 2–3 |
| «Айнтрахт» (Франкфурт-на-Майні) | 4–0 | 2–1 | 1–0 | 1–1 | 2–2 | —   | 2–0 | 3–0 | 0–1 | 1–2   | 3–1   | 1–2 | 0–0 | 0–2   | 0–1 | 2–1   | 3–0 | 4–0 |
| «Фрайбург»                      | 0–1 | 1–1 | 2–1 | 1–1 | 3–0 | 2–3 | —   | 0–2 | 2–1 | 0–0   | 3–0   | 1–2 | 5–0 | 2–1   | 0–2 | 2–0   | 4–3 | 1–1 |
| «Гамбург»                       | 5–1 | 5–0 | 0–0 | 1–1 | 6–1 | 1–0 | 2–0 | —   | 2–1 | 0–2   | 2–0   | 0–0 | 1–0 | 3–1   | 3–0 | 1–2   | 3–0 | 2–2 |
| «Кайзерслаутерн»                | 1–2 | 0–2 | 4–3 | 1–0 | 3–2 | 1–0 | 0–2 | 2–0 | —   | 1–3   | 1–1   | 0–2 | 2–2 | 2–1   | 1–2 | 6–2   | 4–2 | 2–2 |
| «Баєр 04»                       | 3–1 | 4–1 | 3–2 | 3–1 | 3–0 | 4–1 | 1–1 | 2–2 | 3–1 | —     | 1–1   | 2–0 | 1–1 | 3–2   | 1–0 | 4–1   | 2–1 | 4–1 |
| «Мюнхен 1860»                   | 2–1 | 5–0 | 1–0 | 0–3 | 4–1 | 2–0 | 3–1 | 0–0 | 2–1 | 1–2   | —     | 1–0 | 4–3 | 3–3   | 1–1 | 4–1   | 2–1 | 1–2 |
| «Баварія» (Мюнхен)              | 3–1 | 2–1 | 3–1 | 1–1 | 4–1 | 4–1 | 6–1 | 2–2 | 2–2 | 4–1   | 1–2   | —   | 4–1 | 4–1   | 0–1 | 4–0   | 1–0 | 5–0 |
| «Ганза»                         | 0–1 | 2–1 | 1–1 | 1–0 | 3–1 | 3–1 | 1–1 | 3–3 | 4–2 | 1–1   | 0–0   | 0–3 | —   | 1–0   | 1–4 | 2–1   | 1–1 | 1–1 |
| «Шальке 04»                     | 1–1 | 1–1 | 3–1 | 0–0 | 3–0 | 0–0 | 2–2 | 1–3 | 1–2 | 1–1   | 2–2   | 1–1 | 0–2 | —     | 3–0 | 0–0   | 1–0 | 1–1 |
| «Штутгарт»                      | 1–0 | 3–3 | 0–0 | 1–2 | 4–2 | 0–2 | 1–0 | 1–3 | 0–1 | 1–2   | 1–3   | 2–0 | 3–1 | 0–2   | —   | 2–0   | 0–2 | 2–5 |
| «Ульм 1846»                     | 0–1 | 2–0 | 2–1 | 0–1 | 0–3 | 3–0 | 1–1 | 1–2 | 3–1 | 1–9   | 3–0   | 0–1 | 1–1 | 1–1   | 1–1 | —     | 1–0 | 2–0 |
| «Унтергахінг»                   | 1–1 | 2–0 | 1–0 | 1–0 | 2–0 | 1–0 | 1–0 | 1–1 | 1–2 | 2–0   | 1–1   | 0–2 | 1–1 | 3–1   | 2–0 | 1–0   | —   | 1–1 |
| «Вольфсбург»                    | 2–3 | 2–0 | 2–7 | 1–0 | 1–0 | 1–0 | 2–1 | 4–4 | 3–2 | 3–1   | 2–1   | 1–1 | 2–0 | 0–0   | 0–2 | 1–2   | 2–2 | —   |

## Найкращі бомбардири
| Місце | Гравець           | Клуб                  | Голи |
| ----- | ----------------- | --------------------- | ---- |
| 1     | Мартін Макс       | «Мюнхен 1860»         | 19   |
| 2     | Ульф Кірстен      | «Баєр 04»             | 17   |
| 3     | Джоване Елбер     | «Баварія» (Мюнхен)    | 14   |
| 3     | Еббе Санд         | «Шальке 04»           | 14   |
| 5     | Марко Боде        | «Вердер»              | 13   |
| 5     | Пауло Сержіо      | «Баварія» (Мюнхен)    | 13   |
| 7     | Аїлтон            | «Вердер»              | 12   |
| 7     | Джонатан Акпоборі | «Вольфсбург»          | 12   |
| 7     | Міхаель Претц     | «Герта» (Берлін)      | 12   |
| 10    | Штефан Байнліх    | «Баєр 04»             | 11   |
| 10    | Юрій Джоркаєфф    | «Кайзерслаутерн»      | 11   |
| 10    | Анджей Юсковяк    | «Вольфсбург»          | 11   |
| 10    | Бруно Лаббадіа    | «Армінія» (Білефельд) | 11   |
| 10    | Адель Селлімі     | «Фрайбург»            | 11   |

## Склад чемпіонів
| «Баварія» (Мюнхен) |
| --- |
| Воротарі: Олівер Кан (27); Бернд Дреєр (6); Штефан Вессельс (2). Захисники: Томас Лінке (27 / 1); Маркус Баббель (26 / 1); Біксант Лізаразю (22 / 1); Самуель Куффур (18 / 2); Патрік Андерссон (16); Лотар Маттеус (15 / 1). Півзахисники: Єнс Єреміс (30 / 3); Paulo Sérgio (28 / 13); Штефан Еффенберг (captain; 27 / 2); Міхаель Тарнат (26 / 1); Торстен Фінк (26); Мехмет Шолль (25 / 6); Мікаель Візінгер (13 / 1); Томас Штрунц (9); Славомир Войцеховський (3 / 1); Маріо Баслер (2); Ендрю Сінкала (1). Нападники: Хасан Саліхаміджич (30 / 4); Роке Санта-Крус (28 / 5); Джоване Елбер (26 / 14); Карстен Янкер (23 / 9); Александер Ціклер (14 / 7). (кількість ігор і голів наведена у дужках) Головний тренер: Оттмар Гіцфельд. Був у заявці, але не взяв участі у жодній грі чемпіонату: Давид Яролім . Залишили команду по ходу сезону: Лотар Маттеус (до «Нью-Йорк Ред Буллз»); «Маріо Баслер» (до «Кайзерслаутерна»). |